# Резолушон (острво, Нунавут)

Острво Резолушон (енгл. Resolution Island) је једно од острва у канадском арктичком архипелагу поред Бафинове земље. Острво је у саставу канадске територије Нунавут. Површина острва је око 1.015 km². Открио га је Мартин Фробишер 1576.
Острво је сада ненасељено, али је од 1954. до 1973. на њему била смјештена радарска станица за рано јављање у склопу мреже одбране Сјеверне Америке (енгл. Distant Early Warning (DEW) line). Послије одласка војске пронађене су велике количине отровних и канцерогених материја, чије чишћење није довршено ни до данас.